# Peponocranium
Peponocranium es un género de arañas araneomorfas de la familia Linyphiidae. Se encuentra en la zona paleártica.

## Lista de especies
Según The World Spider Catalog 12.0:
- Peponocranium dubium Wunderlich, 1995
- Peponocranium ludicrum (O. Pickard-Cambridge, 1861)
- Peponocranium orbiculatum (O. Pickard-Cambridge, 1882)
- Peponocranium praeceps Miller, 1943
- Peponocranium simile Tullgren, 1955